# Махакала
Махака́ла («Великий Чёрный»; санскр. महाकाल, тиб. ནག་པོ་ཆེན་པོ — Нагпо Ченпо, яп. 大黒天 — Дайкокутэн; монг. Махгал) — в буддизме Ваджраяны охранник и защитник учения Будды (дхармапала). В некоторых школах тибетского буддизма его рассматривают и как йидама.
Чаще всего Махакала изображается тёмно-синего или чёрного цвета, он имеет угрожающий вид. Однако известны и другие проявления Махакалы (Белый Махакала, Бернакчен — Черный Плащ), насчитывают 72 основные формы этого божества. В большинстве своих проявлений Махакала изображается в гневной форме. На нём украшения из змей и костей, юбка из тигровой шкуры, его живот выдаётся вперёд. Часто Махакалу изображают также в окружении разных диких животных и птиц. Эти атрибуты символизируют его решимость разрушать все преграды на пути к просветлению. Тантрические украшения Махакалы также включают гирлянду из человеческих голов и корону с пятью черепами, которые символизируют преображение пяти клеш в пять изначальных мудростей.
Махакала относится к просветлённым существам.

## Происхождение и история божества
По одной из культовых версий это демон, принявший третичный путь и ставший на защиту буддийского учения. По мнению же учёных, Махакала вошёл в состав буддийского пантеона Ваджраяны из ряда божеств тантрической индийской йоги как манифестация Шивы — Бхайрава. Махакала в переводе с санскрита означает «Великое время», и первоначально в индуизме он был одной из двух ипостасей бога Шивы. Согласно индуистской космогонии, особой энергией, или формой Шивы, признаётся Время (Кала), которым, или в котором, создаётся вселенная, и которое, обратившись в грозное пламя, уничтожает её в ходе светопреставления. Но когда «огонь Времени» (кала-агни) затухает, Время «пожирает само себя» и превращается в Махакалу — абсолютное «Время над Временем», Вечность. Это совпадает с началом периода небытия вселенной (пралая). Концепция Махакалы возможно восходит к «Атхарваведе» (сер. I тысячелетия до н. э.).
В дальнейшем мифологизированная фигура Махакалы проникла в северный буддизм, превратившись в одно из гневных божеств-защитников. Махакала стал особенно популярен среди последователей тибетского ордена Сакья, обретя там множество форм, однако получил распространение и среди других тибетских религиозных орденов. Его положение в тибетском пантеоне упрочилось во время второго распространения буддизма в Тибете (последняя четверть X века), а его популярность постепенно продолжала расти потому, что его статус перерос уровень защитника, достигнув разряда просветлённого существа. Его популярности в Тибете способствовало и то, что Махакала, попав из индийской мифологии в племенную духовную атмосферу Тибета, был наделён особенной ролью владыки жилища. Именно поэтому он стал одним из самых широко почитаемых защитников в тибетском пантеоне. Культ Махакалы с буддизмом Ваджраяны проник в Китай, и был распространён в некоторых его провинциях ещё до завоевания монголами. Например, в районе южно-сунской (1127—1279) столицы Ханчжоу, где были распространены как китайские, так и индо-гималайские культовые практики, было найдено множество изображений Махакалы. После завоевания Китая монголами Махакала был личным божеством-покровителем императора Хубилай-Хана (1215—1294).
По представлениям буддистов Махакала способен быть воплощением целого ряда бодхисаттв: Ваджрапани (2-рукая форма), Манджушри (4-рукая форма) или Авалокитешвары (6-рукая форма)

## Махакала в тибетских верованиях
Рядовые тибетцы панически боятся Махакалу, признавая в нём демона. Большую часть года, за исключением специальных дней, когда проводятся посвященные ему ритуалы, изображение Махакалы закрыто в специальной часовне.

## Легитимация создания империи Цин
В 1635 году, вступив в союз с монголами и готовясь к основанию Цин, Абахай заложил храм Махакалы, т. о. зарекомендовав себя как религиозного союзника монголов — последователей тибетского буддизма.